# Yehu

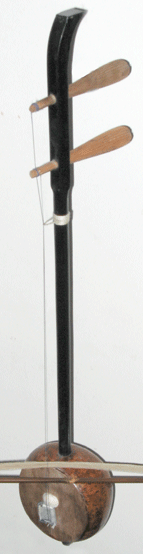
Yehu, utilizado en la música cantonesa.

El yehu (chino: 椰胡; pinyin: yēhú) es un instrumento musical de cuerda de arco de la familia huqin de instrumentos musicales chinos. Ye significa coco y hu es la abreviatura de huqin.
Se utiliza sobre todo en las provincias costeras del sur de China y en Taiwán. La caja de resonancia del instrumento está hecha de una cáscara de coco, que se corta en el extremo de la ejecución y se cubre con un trozo de madera de coco en lugar de la piel de serpiente que se usa comúnmente en otros instrumentos huqin como el erhu o el gaohu. Como en la mayoría de los huqins, el pelo del arco pasa entre las dos cuerdas. Muchos músicos prefieren usar cuerdas de seda en lugar de las más modernas cuerdas de acero que se usan generalmente para el erhu, dando al instrumento un timbre claramente hueco y gutural. El instrumento viene en varios tamaños. 
En la música de Chaozhou (donde se le llama pahi, 冇弦) es un instrumento principal, y está afinado bastante alto. En la música cantonesa puede ser bastante grande y a menudo se afina a un tono relativamente bajo, más bajo que el erhu (por lo general una octava por debajo del gaohu). Se utiliza como instrumento de acompañamiento en las músicas y óperas locales de diversas zonas, como Guangdong, Fujian y Taiwán. Es un instrumento importante en la música de los pueblos Chaozhou y Hakka. En Taiwán, una variedad de yehu utilizada en la ópera de Taiwán se llama kezaixian.
Entre los instrumentos relacionados se encuentran el gáo vietnamita đàn, el saw ou tailandés y el tro u camboyano. El banhu, utilizado principalmente en el norte de China, también tiene un resonador de coco y una cara de madera pero está afinado bastante alto y tiene un timbre mucho más brillante.